# 里巴切
44°46′25″N 34°35′49″E / 44.77361°N 34.59694°E
里巴切（俄语：Рыбачье），是俄罗斯的城鎮，位於克里米亞共和國東南岸，處於阿盧什塔以東28公里，面積6.13平方公里，海拔高度17米，2014年該城鎮人口1,414。